# Albarello
(Boccaccio, Decameron, Settima giornata, Novella Terza)

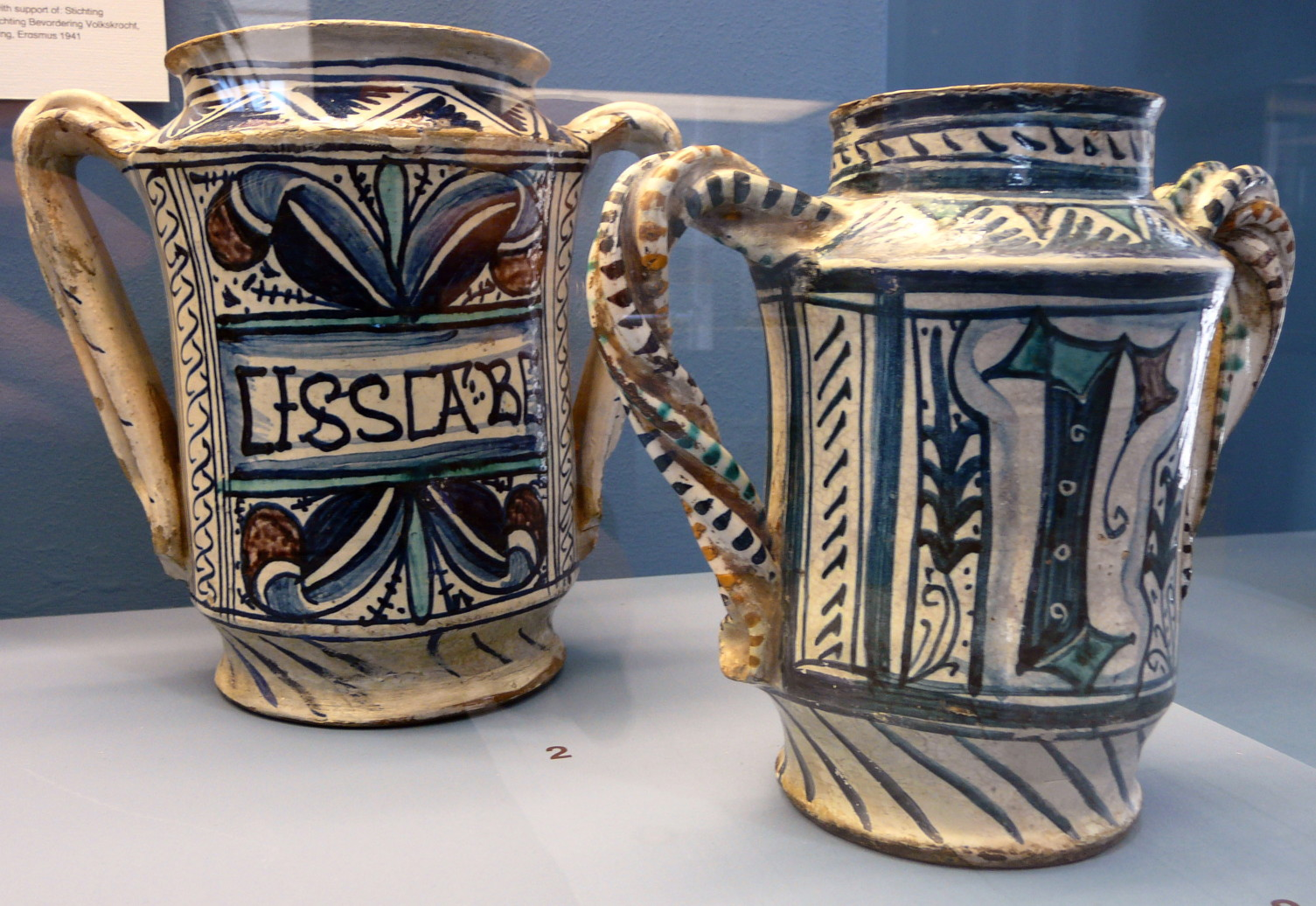
Albarelli da farmacia con manici, 1450-1480

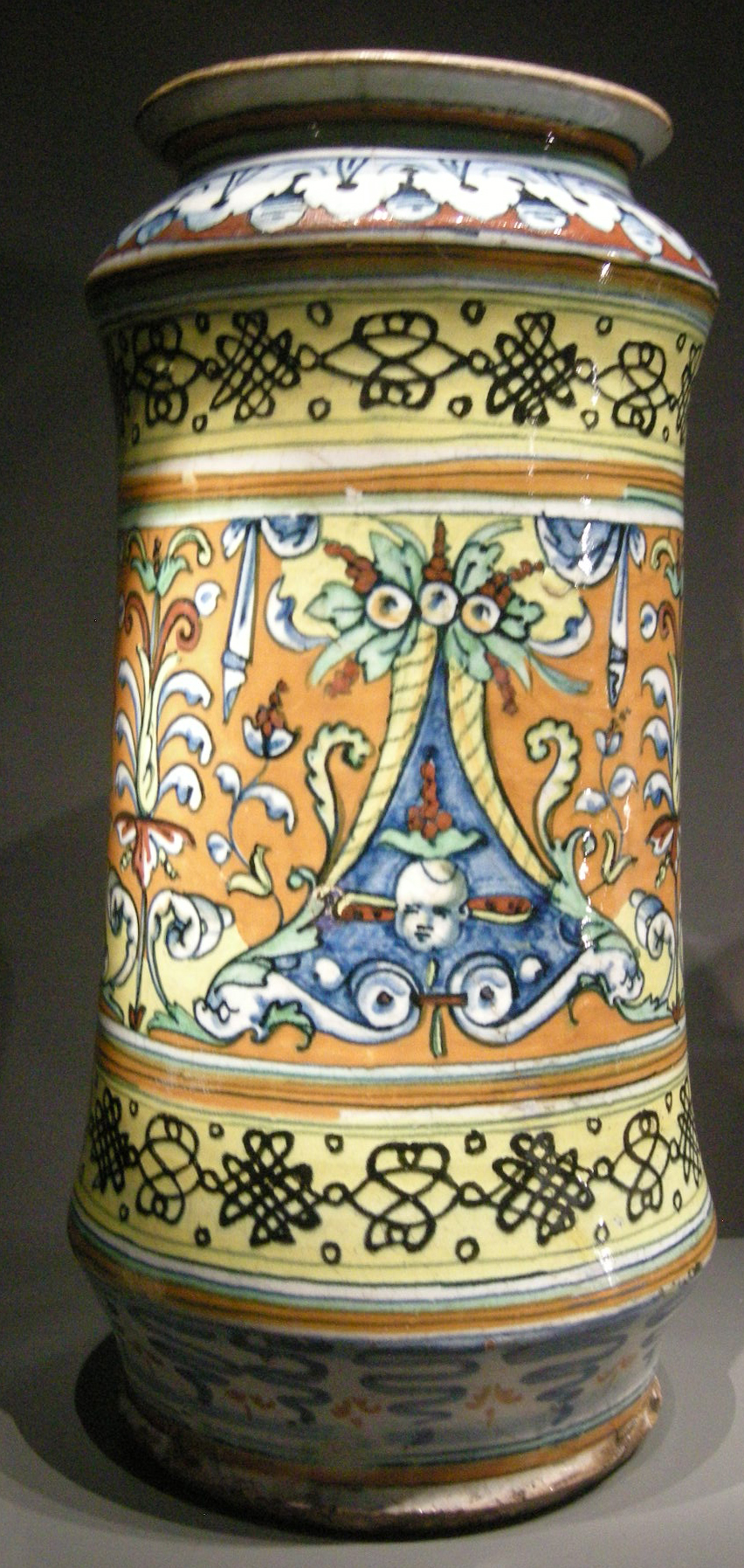
Albarello, maiolica di Siena, 1510 circa

Con il termine albarello o alberello si indica un recipiente usato nelle antiche farmacie per contenere spezie, prodotti erboristici o preparati medicinali come unguenti, polveri ed elettuari. Si diffuse in Italia nel periodo medievale e rinascimentale.

## Forma e caratteristiche
L'albarello si presenta come un vasetto cilindrico di varie misure, molto spesso strozzato nella parte centrale, di bocca ampia e con una rientranza sotto l'orlo, e si caratterizza per essere realizzato in maiolica, non raramente decorata con ricche miniature, perché questo materiale consentiva di conservare anche prodotti liquidi o viscosi.
In Italia assunse una certa importanza l'ornamento pittorico, realizzato con tecniche e motivi diversi: dal "bianco latte" alla "foglia gotica", dalle tinte marmorizzate rassomiglianti l'onice all'arabesco. Originariamente era senza coperchio e veniva chiuso con carta pergamena fermata intorno al bordo con lo spago per evitare la contaminazione del contenuto o la sua dispersione per sublimazione o evaporazione.
In seguito, vennero realizzati albarelli con coperchio in ceramica, a volte muniti di manici. Alcuni studiosi tendono a rivedere nella forma dell'albarello l'imitazione dell'imballaggio in canna di bambù con il quale venivano trasportate le droghe dall'Oriente.

## Origini e diffusione
L'utilizzazione e la diffusione dell'albarello iniziò, in un primo tempo, in Persia e in seguito, tramite le versioni arabo-sicule e ispanico-arabe si estese in Italia e poi anche nel resto dell'Europa. Le scuole più importanti a livello europeo, furono quella italiana, spagnola e francese.
In Francia, l'albarello, venne inizialmente denominato canon e cornet, prima di assumere, intorno al XVII secolo la dizione italiana. Fu molto attiva la produzione di pezzi nei centri artigianali di Montpellier e Nîmes.
In Inghilterra, la produzione venne incominciata a Lambeth, una località situata nei pressi di Londra, nel XVIII secolo.
In Germania, invece, la tradizione dell'uso dell'albarello, si consolidò già intorno alla metà del XVI secolo ed i primi esemplari furono realizzati a Norimberga.

## Etimologia
L'etimologia del termine è discussa. Alcuni studiosi fanno risalire la sua origine al latino "albaris" nell'accezione di "bianchiccio". Altri criticano invece tale interpretazione e ipotizzano che tali recipienti fossero originariamente realizzati in legno. In un articolo del 2018 (in Cultura Neolatina, vol. 78) si è proposto un'origine araba del termine, vale a dire dal sostantivo al-barānī 'vaso in terracotta o vetro'.
Tra le più antiche attestazioni del termine viene ricordato un documento del 1196 dove si parla di un «parvum albarellum de terra cum globo» ("piccolo albarello di terracotta con coperchio tondo").